# Villa Letellier
La villa Letellier est une voie du 15e arrondissement de Paris.

## Situation et accès
Elle débute au 20, rue Letellier et se termine en impasse.

## Origine du nom

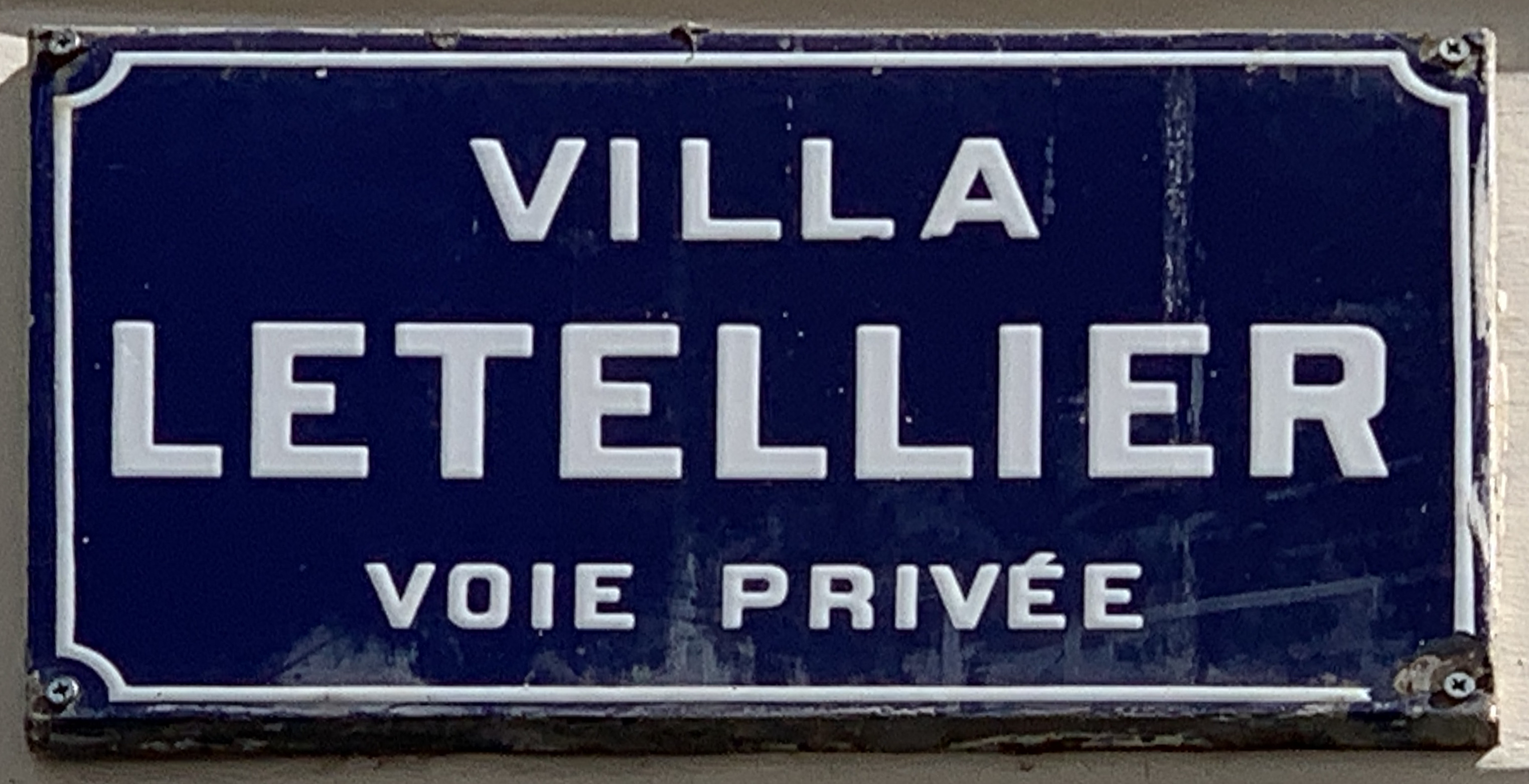
Plaque de la villa.

La rue tient son nom de son voisinage avec la rue Letellier qui porte le nom du conseiller municipal et entrepreneur Alphonse Letellier.

## Historique
La voie est créée et prend sa dénomination actuelle vers 1907.